# Траксас
Траксас (на английски: Thraxas) е поредица от фентъзи романи, написана от писателя Мартин Скот. Траксас е също и името на главния герой в поредицата.
Поредицата се състои от романите:
1. 1999 – Thraxas (Траксас) (отличен със Световна награда за фентъзи за 2000 г.)
2. 1999 – Thraxas and the Warrior Monks (Траксас и монасите воини)[1]
3. 1999 – Thraxas at the Races (Траксас на надбягвания с колесници)
4. 2000 – Thraxas and the Elvish Isles (Траксас и елфическите острови)[2]
5. 2001 – Thraxas and the Sorcerers (Траксас и магьосниците)
6. 2002 – Thraxas and the Dance of Death (Траксас и танцът на смъртта)
7. 2003 – Thraxas at War (Траксас на война)
8. 2005 – Thraxas Under Siege (Траксас под обсада)
9. 2013 – Thraxas and the Ice Dragon (Траксас и леденият дракон)
10. 2015 – Thraxas and the Oracle (Траксас и Оракулът)
11. 2019 – Thraxas of Turai (Траксас от Тюрай)